# La leggenda della montagna incantata
La leggenda della montagna incantata (The Legend of Secret Pass) è un film d'animazione del 2010 diretto da Steve Trenbirth.
La pellicola narra la storia di un giovane ragazzo che deve risolvere un antico conflitto della sua famiglia avvenuto millenni fa, e nel compiere un destino importante che gli cambierà la vita per sempre.

## Trama
Tra le montagne del sud ovest degli Stati Uniti, nella gloriosa terra degli Indiani d'America, esiste un passo segreto che indica la strada per raggiungere Natocchue, un paradiso spirituale abitato da spiriti benevoli dove gli animali smarriti possono vivere in serenità, lontano dalla crudeltà del mondo umano. Gli animali vengono condotti in questo luogo sacro dai guardiani, sciamani scelti dallo Spirito del Vento e dotati straordinari poteri. Ogni generazione, lo Spirito del Vento sceglie un nuovo guardiano, affidandogli la chiave per guidare gli animali a Natocchue attraverso il passo segreto.
Il giovane Manu vive tra le montagne del sud ovest insieme al nonno, alla zia Nitika e alla cugina Nica, vivendo una vita tranquilla dedicata alle corse. Ma presto scopre che nella sua famiglia viene tramandato il compito di guardiani degli animali e che lui è stato scelto come nuovo guardiano dallo Spirito del Vento. Ora Manu, la sua famiglia e i loro amici animali dovranno impedire al malvagio Calabar, zio di Manu e guardiano rinnegato, di impossessarsi della chiave di Natocchue e ottenerne l'immenso potere.